# فيروس راجع

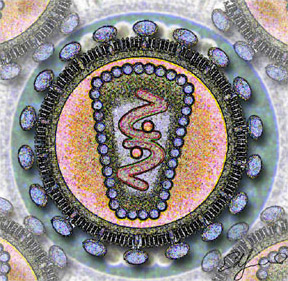
الفيروس القهقري الشهير فيروس نقص المناعة الذي يسبب متلازمة العوز المناعي المكتسب

الفيروس القهقري هو فيروس من فصيلة الفيروسيات القهقرية (الاسم العلمي: Retroviridae) الريبونية ذات جينوم وقطبية موجبة وأنزيم فيروسي يسمى المنتسخة العكسية ينسخ عكسيا الجينومات من صيغة الحمض الريبوني إلى الحمض الأكريبوني، ويشركها في جينومات الخلية، ولا يوبئ إلا خلايا الكائنات الفقاريّة.
عندما يصل إلى سيتوبلازما الخلية المضيفة، يستخدم الفيروس أنزيم المنتسخة العكسية خاصته بهدف إنتاج حمض نووي ريبوزي منقوص الأكسجين بدءًا من رنا جينومه، وهي الحالة المعاكسة للأسلوب الاعتيادي، من هنا تأتي تسميته. ومن ثم يُقحم الدنا الجديد المتشكل إلى جينوم الخلية المضيفة عن طريق أنزيم مدمج، ويشار إلى الدنا الفيروسي في هذه المرحلة بطليعة الفيروس.
تعامل الخلية المضيفة بعد ذلك الدنا الفيروسي باعتباره جزءًا من جينومها، فتجري انتساخ وترجمة الجينات الفيروسية إلى جانب جينتها الفعلية، ما يؤدي إلى إنتاج البروتينات اللازمة لجمع نسخ جديدة من الفيروس. من الصعب الكشف عن الفيروس قبل إعدائه للخلية المضيفة. تستمر العدوى عند هذه النقطة إلى أجل غير مسمى.
من الفيروسات الرجعية المعروفة عند البشر، فيروس العوز المناعي البشري الأول (HIV-1) وفيروس العوز المناعي البشري الثاني (HIV-2)، المسؤولان عن الإصابة بمرض الإيدز. تعد الفيروسات الرجعية أيضًا أدوات بحثية قيمة في علم البيولوجيا الجزيئية، واستخدمت بنجاح في أنظمة توصيل الجينات.

## المعالجة الجينية
طُوّرت فيروسات غاما الرجعية والفيروسات البطيئة من أجل المعالجة الجينية بحيث تتوسط التعديل الجيني المستقر للخلية المعالجة من خلال الإقحام الصبغي لجينوم الناقل المدخل. لا يقتصر استخدام هذه التقنية على الأغراض البحثية فحسب، وإنما تُستخدم في المعالجة الجينية السريرية التي تهدف إلى تصحيح العيوب الجينية على المدى البعيد كما في الخلايا الجذعية والسلفية.
صُممت جزيئات نواقل الفيروسات الرجعية لتوجّه إلى العديد من الخلايا المستهدفة بشكل خاص. استُخدمت نواقل فيروسات غاما الرجعية والفيروسات البطيئة حتى الآن فيما يزيد عن 300 تجربة سريرية، متناولة خيارات علاجية لمختلف الأمراض.
يمكن تطوير طفرات في الفيروسات العكسية لإنتاج نماذج فأرية معدّلة ورائيًا بهدف دراسة السرطانات المختلفة ونماذجها النقيلية.

## سرطان
تتضمن الفيروسات الرجعية التي قد تسبب نمو ورم، فيروس ساركومة روس وفيروس الورم الثديي الفأري. يمكن استثارة تشكل السرطان من خلال طلائع جينات ورمية دُمجت عن طريق الخطأ في طليعة الدنا الفيروسي أو من خلال تعطيل طلائع الجينات الخلوية الورمية. تحوي فيروسات ساركومة روس جينة إس آر سي التي تحفّز تشكل الورم. وُجد لاحقًا أن هناك جينة مماثلة في الخلايا تتدخل في سبيل الإشارة الخلوية التي غالبًا ما استؤصلت سابقًا بطلائع الدنا الفيروسي. يمكن للفيروسات غير المتحولة أن تُدخل حمضها النووي عشوائيًا في طلائع الجينات الورمية، معطلة بذلك التعبير عن البروتينات التي تنظم الدورة الخلوية. يمكن أن يسبب معزاز طليعة الدنا الفيروسي أيضًا تعبيرًا عن جينات تنظيمية.

## الوصلات الخارجية
- عائلة الفيروسيات القهقرية، حسب لجنة علم تصنيف الفيروسات الدولية